# Newbya
Newbya M.W. Dick & Mark A. Spencer – rodzaj organizmów grzybopodobnych zaliczanych do lęgniowców.

## Systematyka i nazewnictwo
Pozycja w klasyfikacji według Index FungorumSaprolegniaceae, Saprolegniales, Saprolegniidae, Peronosporea, Incertae sedis, Oomycota, Chromista.
Gatunki występujące w Polsce
- Newbya oblongata (de Bary) Mark A. Spencer 2002
- Newbya oligocantha (de Bary) Mark A. Spencer 2002
- Newbya polyandra (Hildebr.) Mark A. Spencer 2002
- Newbya recurva (Cornu) M.W. Dick & Mark A. Spencer 2002

Nazwy naukowe według Index Fungorum. Wykaz gatunków polskich według W. Mułenko i in..